# Mistrzostwa Świata w Kolarstwie Przełajowym 2013
64. Mistrzostwa Świata w Kolarstwie Przełajowym odbyły się w amerykańskim Louisville, w dniu 2 lutego 2013 roku.

## Medaliści
| Konkurencja:             | Złoto:               | Czas      | Srebro:          | Czas     | Brąz:                 | Czas     |
| Klasyfikacja mężczyzn    |                      |           |                  |          |                       |          |
| Elite (2 lutego 2013)    | Sven Nys             | 1:05:35 h | Klaas Vantornout | + 0:02 m | Lars van der Haar     | + 0:25 m |
| U-23 (2 lutego 2013)     | Mike Teunissen       | 48:40 m   | Wietse Bosmans   | + 0:14 m | Wout Van Aert         | + 0:22 m |
| Juniorzy (2 lutego 2013) | Mathieu van der Poel | 40:47 m   | Martijn Budding  | + 0:57 m | Adam Ťoupalík         | + 1:19 m |
| Klasyfikacja kobiet      |                      |           |                  |          |                       |          |
| Elite (2 lutego 2013)    | Marianne Vos         | 43:00 m   | Katie Compton    | + 1:34 m | Lucie Chainel-Lefèvre | + 2:10 m |

## Szczegóły

### Zawodowcy
| Medal | Zawodnik            | Narodowość | Czas      |
| ----- | ------------------- | ---------- | --------- |
|       | Sven Nys            | Belgia     | 1:05:35 h |
|       | Klaas Vantornout    | Belgia     | + 0:02    |
|       | Lars van der Haar   | Holandia   | + 0:25    |
| 4     | Bart Wellens        | Belgia     | + 0:41    |
| 5     | Philipp Walsleben   | Niemcy     | + 0:44    |
| 6     | Julien Taramarcaz   | Szwajcaria | + 0:44    |
| 7     | Radomír Šimůnek     | Czechy     | + 1:15    |
| 8     | Niels Albert        | Belgia     | + 1:19    |
| 9     | Thijs van Amerongen | Holandia   | + 1:31    |
| 10    | Martin Bína         | Czechy     | + 1:41    |

### U-23
| Medal | Zawodnik                | Narodowość | Czas    |
| ----- | ----------------------- | ---------- | ------- |
|       | Mike Teunissen          | Holandia   | 48:40 m |
|       | Wietse Bosmans          | Belgia     | + 0:14  |
|       | Wout Van Aert           | Belgia     | + 0:22  |
| 4     | Tijmen Eising           | Holandia   | + 0:35  |
| 5     | Jens Adams              | Belgia     | + 0:38  |
| 6     | Laurens Sweeck          | Belgia     | + 0:54  |
| 7     | Michiel van der Heijden | Holandia   | + 1:05  |
| 8     | Michael Vanthourenhout  | Belgia     | + 1:15  |
| 9     | Corné van Kessel        | Holandia   | + 1:29  |
| 10    | Gianni Vermeersch       | Belgia     | + 1:34  |

### Juniorzy
| Medal | Zawodnik             | Narodowość        | Czas    |
| ----- | -------------------- | ----------------- | ------- |
|       | Mathieu van der Poel | Holandia          | 40:47 m |
|       | Martijn Budding      | Holandia          | + 0:57  |
|       | Quentin Jauregui     | Francja           | + 1:19  |
| 4     | Logan Owen           | Stany Zjednoczone | + 1:23  |
| 5     | Nicolas Cleppe       | Belgia            | + 1:25  |
| 6     | Dominic Grab         | Szwajcaria        | + 1:33  |
| 7     | Yannick Peeters      | Belgia            | + 1:38  |
| 8     | Quinten Hermans      | Belgia            | + 1:47  |
| 9     | Ben Boets            | Belgia            | + 2:02  |
| 10    | Leo Vincent          | Francja           | + 2:33  |

### Kobiety
| Medal | Zawodnik              | Narodowość        | Czas    |
| ----- | --------------------- | ----------------- | ------- |
|       | Marianne Vos          | Holandia          | 43:00 m |
|       | Katie Compton         | Stany Zjednoczone | + 1:34  |
|       | Lucie Chainel-Lefèvre | Francja           | + 2:10  |
| 4     | Kateřina Nash         | Czechy            | + 2:12  |
| 5     | Sanne van Paassen     | Holandia          | + 2:15  |
| 6     | Eva Lechner           | Włochy            | + 2:17  |
| 7     | Jasmin Achermann      | Szwajcaria        | + 3:36  |
| 8     | Sabrina Stultiens     | Holandia          | + 3:06  |
| 9     | Ellen Van Loy         | Belgia            | + 3:18  |
| 10    | Kaitlin Antonneau     | Stany Zjednoczone | + 3:19  |

## Tabela medalowa
| Miejsce | Państwo           |   |   |   |   |
| ------- | ----------------- | - | - | - | - |
| 1.      | Holandia          | 3 | 1 | 1 | 5 |
| 2.      | Belgia            | 1 | 2 | 1 | 4 |
| 3.      | Stany Zjednoczone | 0 | 1 | 0 | 1 |
| 4.      | Czechy            | 0 | 0 | 1 | 1 |
|         | Francja           | 0 | 0 | 1 | 1 |